# Christoph Hein
Pour les articles homonymes, voir Hein.
Œuvres principales
L'Ami étranger (1982)
Christoph Hein, né le 8 avril 1944 à Heinzendorf, près de Münsterberg, l'actuelle ville de Ziębice, en Basse-Silésie, dans le sud-est de la Pologne, est un dramaturge, romancier, essayiste et traducteur allemand contemporain.

## Biographie

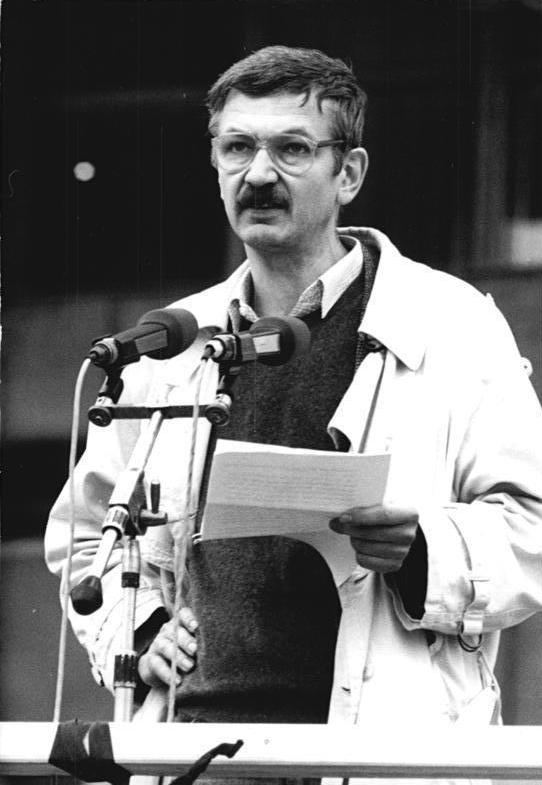
Christoph Hein lors de la manifestation du 4 novembre 1989 sur l'Alexanderplatz à Berlin-Est

Christoph Hein a grandi à Bad Düben, une petite ville au nord de la Saxe, non loin de Leipzig. Son père, pasteur, n'étant pas considéré par les autorités de RDA comme un travailleur, il n'était pas permis à son fils de fréquenter le lycée. Le jeune Christoph Hein fréquenta donc, avant la construction du mur, un lycée de Berlin-Ouest. Après la construction du mur en 1961, il est obligé d'arrêter ses études. Il ne passera son baccalauréat qu'en 1964, à l'aide de cours du soir, et ne pourra étudier à l'université qu'à partir de 1967, tout en occupant divers emplois : monteur, libraire, garçon de café, journaliste, acteur et assistant-metteur en scène à la Volksbühne, le célèbre théâtre berlinois. Il y exercera par la suite la fonction de conseiller littéraire, avant d'y voir jouées ses propres pièces. Il se consacre exclusivement à l'écriture à partir de 1979.
Le succès viendra en 1982 avec son roman L'Ami étranger, publié tout d'abord en RDA puis, sous un autre titre, en RFA. Il ne s'est pas démenti depuis.
Christoph Hein, qui est souvent intervenu en public, est l'un des intellectuels allemands les plus importants de son époque - et l'un des premiers à être originaire de RDA. Il devint en 1998 le premier président du Pen Club allemand réunifié.
Christoph Hein a traduit en allemand des œuvres de Racine et de Molière.
Il est le père de Jakob Hein, auteur et médecin.

## Distinctions
- Membre de l'Académie des arts de Berlin (1990)[1].
- Ordre du Mérite de la République fédérale d'Allemagne (1994)

## Publications

### Œuvres traduites en français
- Entre chien et loup : la véritable histoire de Ah Q, traduit par François Rey, éd. de l'Avant-Scène, 1985.
- Invitation au lever bourgeois, traduit par François et Régine Mathieu, éd. Alinéa, 1989.
- L'Ami étranger (de), traduit par François Mathieu et Régine Mathieu, éd. Alinéa, 1985; éd. Métailié, 2001).
- La Fin de Horn, traduit par François Mathieu, éd. Alinéa, 1987 ; éd. Métailié, 1999.
- Le Joueur de tango (de), traduit par François Mathieu, éd. Alinéa, 1990.
- La Mise à mort, traduit par Nicole Bary, éd. Métailié, 1995.
- Le Jeu de Napoléon, traduit par Nicole Bary, éd. Métailié, 1997 (Das Napoleon-Spiel, 1993).
- Willenbrock, traduit par Nicole Bary, éd. Métailié, 2001.
- Dès le tout début, traduit par Nicole Bary, éd. Métailié, 2002.
- Prise de territoire (de), traduit par Nicole Bary, éd. Métailié, 2006 (Landnahme, 2004).
- Paula T. une femme allemande, traduit par Nicole Bary, éd. Métailié, 2010.
- Le Noyau blanc, traduit par Nicole Bary, éd. Métailié, 2016.
- L'Ombre d'un père, traduit par Nicole Bary, éd. Métailié, 2019.
- Désarrois (de), traduit par Nicole Bary, ed. Métailié, 2024 (Verwirrnis, 2018 [compte rendu en ligne]).

### Œuvres non encore traduites en français
- Gegenlauschangriffe, Anekdoten aus dem letzten deutsch-deutschen Kriege. 2019 [compte rendu en ligne]
- Guldenberg, 2021 [compte rendu en ligne]